# Родина (2-й сезон)
Второй сезон американского драматического сериала «Родина», премьера которого состоялась 30 сентября 2012 года на канале Showtime, а его финал состоялся 16 декабря 2012 года. Сериал вольно основан на израильском телесериале «Хатуфим» (рус. Военнопленные), созданным Гидеоном Раффом, разработанным для американского телевидения Говардом Гордоном и Алексом Гансой.

## В ролях

### В главных ролях
- Клэр Дэйнс — Кэрри Мэтисон, оперативный сотрудник Антитеррористического центра ЦРУ.
- Дэмиэн Льюис — Николас Броуди, сержант взвода морской пехоты США, который был спасён отрядом «Дельта» после нахождения в качестве военнопленного у Аль-Каиды в течение восьми лет.
- Морена Баккарин — Джессика Броуди, жена Николаса Броуди.
- Дэвид Хэрвуд — Дэвид Эстес, директор Антитеррористического центра ЦРУ. Он босс Кэрри.
- Диего Клаттенхофф — Майк Фабер, майор (ранее капитан) морской пехоты США. Он был лучшим другом Николаса, который, считав, что он умер, начал встречаться с Джессикой Броуди.
- Джейми Шеридан — Уильям Уолден, вице-президент США и бывший директор ЦРУ.
- Дэвид Марчиано — Вёрджил, контактный Кэрри, помогающий в слежке за Броуди.
- Навид Негабан — Абу Назир, высокопоставленный член Аль-Каиды.
- Джексон Пэйс — Крис Броуди, сын Николаса Броуди.
- Морган Сэйлор — Дана Броуди, дочь Николаса Броуди.
- Мэнди Патинкин — Сол Беренсон, начальник отдела ЦРУ на Ближнем Востоке. Он старый босс и наставник Кэрри.

### Второстепенный состав
- Зулейка Робинсон — Ройя Хаммад, журналист и контактный Назира.
- Руперт Френд — Питер Куинн, аналитик ЦРУ.
- Тимоти Шаламе — Финн Уолден, сын вице-президента и любовный интерес Даны.
- Храч Титизян — Дэнни Галвес, агент ЦРУ гватемальского и ливанского происхождения.
- Валери Крус — майор Джой Мендес.
- Мори Стерлинг — Макс, брат Вёрджила, который также помогает в слежке за Броуди.
- Талия Болсам — Синтия Уолден, жена вице-президента.
- Марк Менчака — Лодер Уэйкфилд, бывший морпех.
- Мидо Хамада — М.М.
- Джеймс Ребхорн — Фрэнк Мэтисон, отец Кэрри.
- Клара Хоури — Фатима Али
- Ф. Мюррей Абрахам — Дар Адал, отставной специалист по секретным операциям.

### Приглашённые звёзды
- Эми Харгривз — Мэгги Мэтисон, старшая сестра Кэрри и психиатр.
- Ларри Пайн — Ричард Хальстед
- Нассер Фарис — «портной» Бассель
- Сет Гиллиам — Чэпмен
- Марин Айрленд — Айлин Морган, антиамериканский террорист, которая в заключении.
- Джон Финн — Рекс Хеннинг
- Даниэлла Пинеда — Джулия Диас
- Джеймс Урбаняк — Ларри
- Чанс Келли — Митчелл Клаусен
- Сарита Чоудхури — Мира Беренсон, жена Сола, которая часто заграницей.
- Билли Смит — специальный агент Холл

## Эпизоды
| № общий | № в сезоне | Название                                     | Режиссёр            | Автор сценария                                                     | Дата премьеры    | Зрители в США (млн) |
| --- | ---------- | -------------------------------------------- | ------------------- | ------------------------------------------------------------------ | ---------------- | ------------------- |
| 13 | 1          | «Улыбка» «The Smile»                         | Майкл Куэста        | Алекс Ганса и Говард Гордон                                        | 30 сентября 2012 | 1,73                |
| После воздушной атаки на ядерные объекты Ирана, в исламском мире ширится протест против агрессивной политики Израиля и поддерживающей его Америки. Перед США возникает новая угроза теракта, поэтому Кэрри Мэтисон едет в Ливан. Николас Броуди становится политическим деятелем и одновременно получает новые указания от руководителя Аль-Каиды, Абу Назира. Жена Николаса, Джессика, продолжает испытывать трудности с воспитанием дочери и узнаёт, что её муж исповедует ислам. Кэрри, в Ливане, не послушав совет Сола, уходит от слежки. Она улыбается. |            |                                              |                     |                                                                    |                  |                     |
| 14 | 2          | «Снова Бейрут» «Beirut Is Back»              | Майкл Куэста        | Чип Йоханнссен                                                     | 7 октября 2012   | 1,66                |
| В ходе работы Кэрри в Бейруте у спецслужб США впервые за несколько лет появляется возможность захватить Абу Назира. Тем временем двойственность положения Николаса Броуди продолжает усугубляться: с одной стороны, он — конгрессмен, пользующийся популярностью как ветеран войны, с него спали все подозрения в причастности к подрывной деятельности, его жена и дочь с удовольствием осваиваются в роли членов политического истеблишмента. С другой стороны, некоторые люди начинают обращать внимание на странности в недавних громких событиях. По результатам бейрутской операции в руки Солу Беренсону попадает неожиданная информация. |            |                                              |                     |                                                                    |                  |                     |
| 15 | 3          | «Штат независимости» «State of Independence» | Лодж Керриган       | Александр Кэри                                                     | 14 октября 2012  | 1,48                |
| При вылете из Ливана дипломатическую почту Сола вскрывают и в его присутствии изымают карту памяти, однако та оказывается лишь отвлечением. Несмотря на блестящие действия Кэрри в Бейруте, Эстес ясно даёт девушке понять, что о восстановлении в должности не может быть и речи. Броуди выполняет очередные указания Абу Назира в ущерб светским обязанностям, и Джессика уличает своего мужа в двойной жизни. Без надежды на возвращение к любимой работе Кэрри переживает кризис до тех пор, пока вернувшийся в США Сол не демонстрирует своей протеже доказательство её правоты в отношении Броуди. |            |                                              |                     |                                                                    |                  |                     |
| 16 | 4          | «Запах новой машины» «New Car Smell»         | Дэвид Семел         | Мередит Стим                                                       | 21 октября 2012  | 1,75                |
| Руководству ЦРУ становится известно, что Броуди связан с Аль-Каидой, и Николас попадает в разработку. Вошедшая в состав группы наблюдения Кэрри вынашивает планы возмездия в отношении человека, испортившего её карьеру. Николас в связи с размолвкой с Джессикой вынужден переехать в отель. Кэрри идет на контакт с Броуди и предъявляет ему обвинения в терроризме и государственной измене. На фоне семейных неурядиц и политических скандалов Дана пытается разобраться, какие чувства она испытывает к старым и новым друзьям. |            |                                              |                     |                                                                    |                  |                     |
| 17 | 5          | «Вопросы и ответы» «Q&A»                     | Лесли Линка Глаттер | Генри Бромелл                                                      | 28 октября 2012  | 2,07                |
| Броуди заключается под стражу и допрашивается оперативниками ЦРУ, он отрицает свою связь с террористами, однако ему демонстрируют видеозапись его же предсмертного послания. Кэрри склоняет Николаса к сотрудничеству с разведкой. Тем временем Джессика обеспокоена отсутствием известий о своём муже, а Дана сближается со своим одноклассником Финном Уолденом, сыном вице-президента. |            |                                              |                     |                                                                    |                  |                     |
| 18 | 6          | «Геттисбергская речь» «A Gettysburg Address» | Гай Ферленд         | Чип Йоханнссен                                                     | 4 ноября 2012    | 1,74                |
| Броуди теперь работает на ЦРУ, и по его наводке Кэрри начинает следить за журналисткой Роей Хаммад, чтобы выйти на связного Абу Назира. Финн и Дана натворили глупостей, которые могут поставить крест на карьере их родителей, и начинают избегать друг друга. Майк Фабер, бывший сослуживец Николаса, подходит слишком близко в расследовании причастности Броуди к смерти Уокера. Разведчики не смогли установить личность агента Хезболлы, и террористы нападают на группу криминалистов. Кэрри винит себя за смерть товарищей. |            |                                              |                     |                                                                    |                  |                     |
| 19 | 7          | «Зачистка» «The Clearing»                    | Джон Дал            | Мередит Стим                                                       | 11 ноября 2012   | 1,91                |
| Сол в попытке установить личность террориста обращается за помощью к Айлин, осуждённой за пособничество Уокеру. Николас и Кэрри возобновляют отношения, но непонятно, делают ли это они из-за любви, или стремятся контролировать друг друга. Дана убеждает Финна сделать признание, и их родители наконец узнают, что дети виноваты в смерти человека. Супруги Уолдены склоняют супругов Броуди использовать связи во властных структурах для сокрытия преступления. Методы, которыми политическая элита решает свои проблемы, вызывают у Даны приступ морального отторжения. |            |                                              |                     |                                                                    |                  |                     |
| 20 | 8          | «Улечу я далеко» «'I'll Fly Away'»           | Майкл Куэста        | Сюжет: Говард Гордон и Чип Йоханнссен Телесценарий: Чип Йоханнссен | 18 ноября 2012   | 1,87                |
| Под грузом семейных проблем и давления со стороны ЦРУ, Броуди срывается и сообщает Ройе Хаммад, что больше не будет участвовать в плане Абу Назира по атаке на США. Кэрри убеждает Николаса не выходить из игры, однако у террористов возникают сомнения в лояльности Броуди. |            |                                              |                     |                                                                    |                  |                     |
| 21 | 9          | «Двойная игра» «Two Hats»                    | Дэн Аттиас          | Александр Кэри                                                     | 25 ноября 2012   | 2,02                |
| Операция по проведению террористического акта на территории США вступила в завершающую стадию. Абу Назир, прибывший в США, посвящает Броуди в детали, а тот, в свою очередь, информирует ЦРУ о подробностях планируемого теракта. Майк Фабер сопровождает семью Броуди в безопасное место, и между ним и Джессикой возобновляются отношения. Кэрри не доверяет Питеру Куинну, протеже Эстеса и руководителю операции по слежке за Броуди, и при помощи своих доверенных сотрудников выясняет, что он не тот, за кого себя выдает. Спецслужбы США предупреждают теракт и задерживают Ройю Хаммад и других террористов, но Абу Назиру удаётся скрыться. |            |                                              |                     |                                                                    |                  |                     |
| 22 | 10         | «Разбитые сердца» «Broken Hearts»            | Гай Ферленд         | Генри Бромелл                                                      | 2 декабря 2012   | 2,20                |
| Сол Беренсон продолжает выяснять, кто же такой на самом деле Питер Куинн, и обнаруживает, что руководство ЦРУ планирует избавиться от Броуди, когда с Абу Назиром будет покончено. Николас направляется к вице-президенту, чтобы исполнить условия договора с ЦРУ: сообщить Уолдену об отказе от поста конгрессмена и участия в выборах. Кэрри похищена и наконец встречается лицом к лицу с тем, за кем охотилась много лет. Абу Назир требует от Броуди помощь в покушении на жизнь Уолдена в обмен на жизнь возлюбленной. Броуди без колебаний обрекает ненавидимого им вице-президента на смерть ради спасения Кэрри, однако действия Абу Назира выдают его местонахождение, и спецслужбы готовятся провести последний штурм. |            |                                              |                     |                                                                    |                  |                     |
| 23 | 11         | «Светлая память» «In Memoriam»               | Джереми Подесва     | Чип Йоханнссен                                                     | 9 декабря 2012   | 2,36                |
| Кольцо окружения вокруг логова Абу Назира смыкается. Первоначальные поиски не приносят результата. После допроса Ройи Хаммад Кэрри понимает, что надо повторно обыскать убежище Назира и в итоге находит главаря террористов, но его не удаётся взять живым. Эстес, предвидя, что Беренсон может создать проблемы в ликвидации Броуди, под угрозой служебного расследования предлагает Солу добровольно уйти на покой. Супруги Броуди осознают, что их брак распался, и Джессика отпускает Николаса к Кэрри. Куинн готовится поставить точку в контртеррористической операции. |            |                                              |                     |                                                                    |                  |                     |
| 24 | 12         | «Выбор» «The Choice»                         | Майкл Куэста        | Алекс Ганса и Мередит Стим                                         | 16 декабря 2012  | 2,29                |
| Николас уезжает с Кэрри в её загородный домик. В обстановке долгожданного спокойствия они обсуждают возможность быть вместе. Куинн близок к ликвидации Броуди по приказу Эстеса, но не делает этого из моральных соображений. На гражданской панихиде памяти вице-президента Кэрри сообщает Николасу, что согласна пожертвовать карьерными перспективами ради их совместной жизни, но в этот момент в результате взрыва бомбы в машине Броуди на воздух взлетает целое крыло здания ЦРУ в Лэнгли, гибнет более 210 человек, включая вдову Уолдена и его сына, а также Эстеса и многих других высших руководителей ЦРУ, министра юстиции и т. д. Сол выживает благодаря тому, что в это время находился на похоронах Абу Назира, и становится самым высокопоставленным из всех выживших сотрудников ЦРУ. Кэрри и Броуди также остаются в живых, покинув эпицентр за несколько минут до взрыва, и Николасу удаётся в очередной раз убедить влюблённую в него женщину в своей непричастности к теракту, обвинив во всём покойного Абу Назира. Кэрри помогает Броуди сделать фальшивые документы и выехать в Канаду с тем, чтобы скрыться. Сама же возвращается в Вашингтон и приходит к Солу, который уже начал считать Кэрри погибшей. |            |                                              |                     |                                                                    |                  |                     |

## Производство
Showtime продлило сериал на второй сезон из 12 эпизодов 26 октября 2011 года.
Производство сезона началось в мае 2012 года, где первые два эпизода были сняты в Израиле, который копирует Бейрут, где происходят действия эпизодов.
Второй сезон повысил актёров второстепенного состава — Дэвид Марчиано, Навид Негабан и Джейми Шеридан — до основного состава. Актёр Руперт Френд присоединился к составу в роли Питера Куинна, аналитика ЦРУ; изначально сообщили, что они будет в основном составе, но он указан как приглашённая звезда.

## Реакция

### Рецензии
Второй сезон «Родины» набрал на сайте Metacritic рейтинг 96 из 100, на основе 21 отзыва. Основываясь на агрегации списков про десятки лучших шоу у телевизионных критиков, этот сезон был признан вторым лучшим телевизионным шоу 2012 года по версии HitFix и третьим по версии Metacritic. «TV Guide» назвал его лучшим телевизионным шоу 2012 года.
Дороти Рабиновиц из «The Wall Street Journal» заметила, что шоу более актуально, чем когда-либо, учитывая недавние мировые события, и провозгласила, что «лучший драматический сериал телевидения, короче говоря, снова вернулся со всем, что было восхительно в первом сезоне на ярком дисплее — первоклассным сценарием, безупречной актёрской игрой, стремительным саспенсом».
Дэвид Виганд из «San Francisco Chronicle» чувствовал, что второй сезон оправдал чрезвычайно высокие ожидания и поддержал уровень сценария, актёрской игры и напряжения в шоу.
Мэтт Руш из «TV Guide» похвалил «мощные выступления» Клэр Дэйнс и Дэмиэна Льюиса, а также неумолимый темп сценария.
Роберт Бианко из «USA Today» дал сезону оценку 4/4, назвав его «телешоу, которое нельзя пропустить», и сказал, что даже с искусно обработанным сюжетом, самая большая сила «Родины» находится в её персонажах.
Брайан Лоури из «Variety» написал положительный отзыв, отметив, что есть некоторые сюжетные моменты, которые напрягают правдоподобие, но «как только повествование начинает бить свой шаг во втором эпизоде, становится ясно, что программа остаётся разреженном творческом уровне».

### Награды и номинации
«Родина» выиграла три премии на 70-й церемонии «Золотого глобуса», включая лучший драматический сериал, которую она также выиграла в прошлом году. Клэр Дэйнс и Дэмиэн Льюис каждый выиграли премии свои выступления в драматическом сериале, а Мэнди Патинкин получил номинацию за лучшую мужскую роль второго плана в сериале, мини-сериале или телефильме.
На 19-й церемонии премии Гильдии киноактёров США, актёрский состав был номинирован как лучший актёрский состав в драматическом сериале. Клэр Дэйнс и Дэмиэн Льюис были также номинированы за лучшую мужскую роль и женскую роль в драматическом сериале соответственно. Дэйнс выиграла свою вторую премии Гильдии.
На 65-й церемонии премии «Эмми», сериал получил 11 номинаций, две из них победные. Клэр Дэйнс выиграла свою вторую последовательную премию за лучшую женскую роль в драматическом сериале, а Генри Бромелл посмертно выиграл премию за лучший сценарий драматического сериала. Номинации включали: лучший драматический сериал, Дэмиэн Льюис за лучшую мужскую роль в драматическом сериале, Морена Баккарин за лучшую женскую роль второго плана в драматическом сериале, Мэнди Патинкин за лучшую мужскую роль второго плана в драматическом сериале, Руперт Френд как лучший приглашённый актёр в драматическом сериале и Лесли Линка Глаттер за лучшую режиссуру драматического сериала за эпизод «Вопросы и ответы». Он также получил номинации за лучший актёрский состав драматического сериала, лучший звуковой монтаж в комедийном или драматическом сериале (одночасовой) и лучшая операторская работа в сериале.
На церемонии премии Гильдии сценаристов США 2013 года, он был номинирован как лучший драматический сериал, а Мередит Стим получила номинацию за лучший сценарий в эпизоде драматического сериала за эпизод «Запах новой машины».